# Homoneura philippinensis
Homoneura philippinensis är en tvåvingeart som beskrevs av Malloch 1929. Homoneura philippinensis ingår i släktet Homoneura och familjen lövflugor. Inga underarter finns listade i Catalogue of Life.